# Thuggee

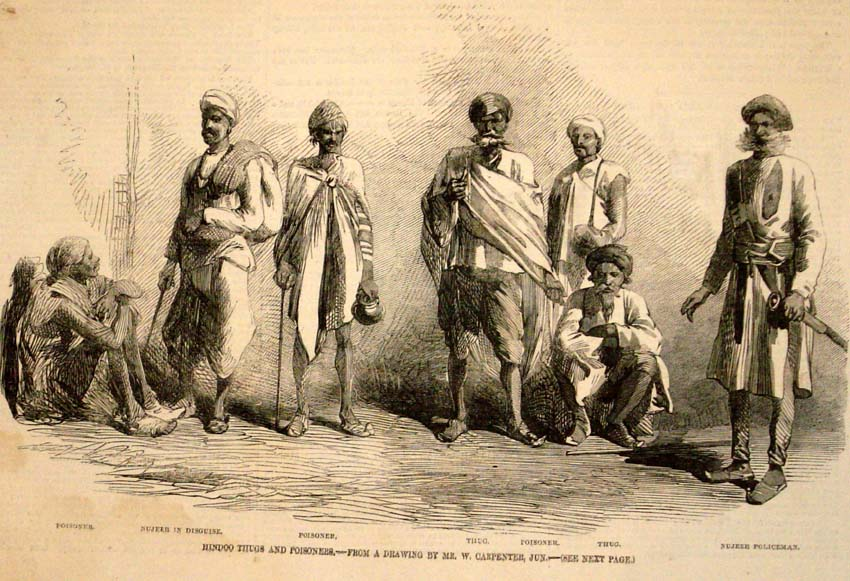
Thugs, zwei Wächter und mehrere poisoner (Vergifter) im Gefängnis – Darstellung aus dem Jahr 1857

Thuggee (auch Phansigar genannt) ist ein Lehnwort des Englischen aus dem Sanskrit und bedeutet ursprünglich „Betrüger“ oder „Täuscher“, ist aber auch der Name einer historischen Bruderschaft von religiös verbrämten Mördern und Straßenräubern. Schätzungen über die  Anzahl ihrer Opfer schwanken zwischen 50.000 und mehr als einer Million. Ihre Blütezeit erlebte die Bruderschaft im vorkolonialen Indien. Sie wurde zu Beginn des 19. Jahrhunderts von der britischen Kolonialmacht zerschlagen.

## Abgrenzung
Das heute noch gebräuchliche englische Wort thug leitet sich zwar  von dem Sanskrit-Begriff स्थग sthaga für Betrüger und Täuscher ab, doch ist der Begriff nicht mit der historischen kriminellen Bruderschaft der Thuggees zu verwechseln. Heute wird er eher umgangssprachlich im Sinne von Schläger oder Rowdy verwandt.

## Geschichte

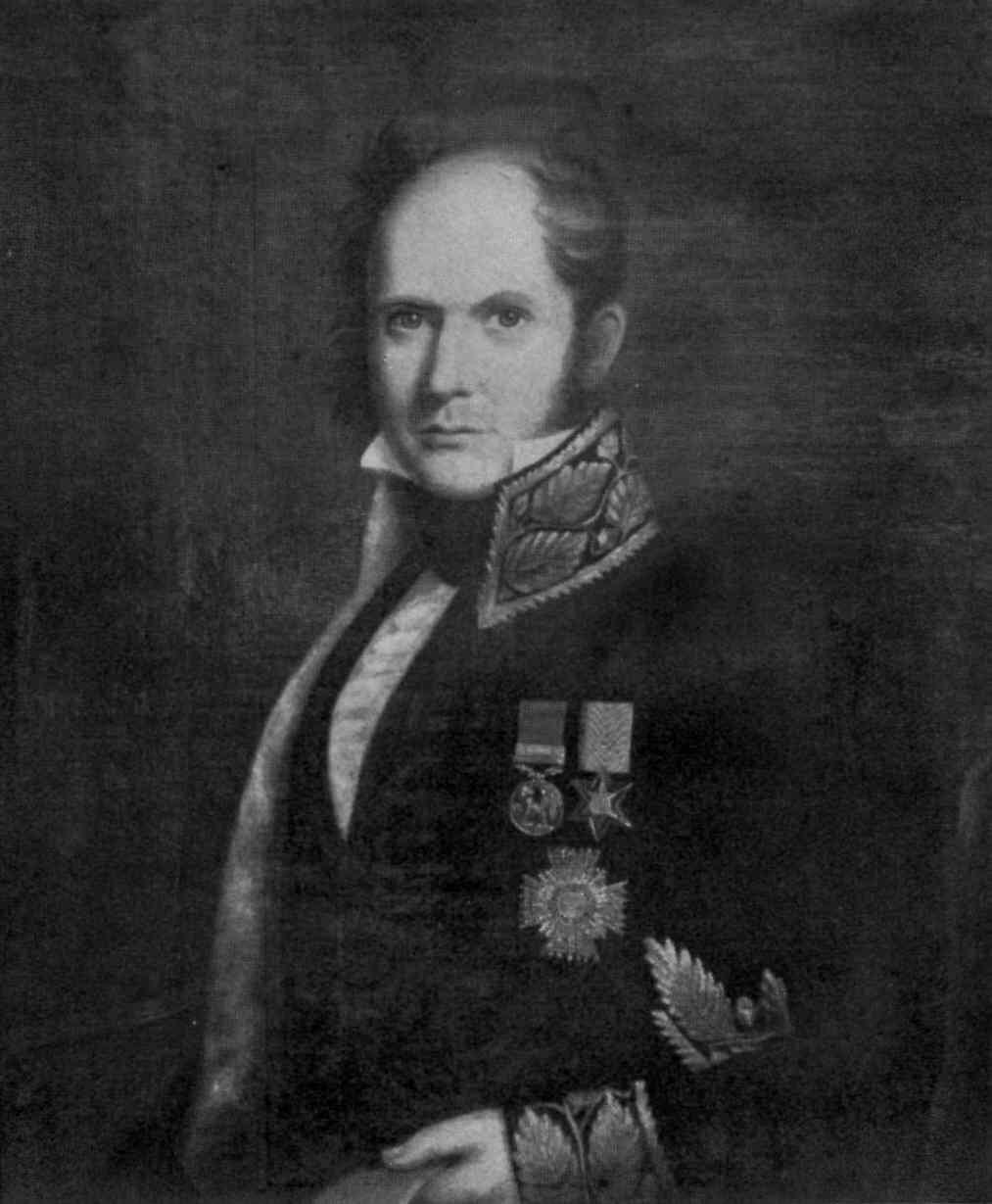
William Henry Sleeman (1788–1856), Chef der Spezialabteilung zur Zerschlagung der Thuggee

Die Thugs oder Thuggee hatten ihre Blütezeit im vorkolonialen Indien, wahrscheinlich reichen ihre Wurzeln bis ins beginnende 13. Jahrhundert zurück. In Ziau-d din Barnis Geschichte von Firoz Shah, entstanden um 1356, wird eine Bruderschaft von Thugs erwähnt, die unter der Regentschaft des Sultans Firoz Shah um 1290 vorübergehend gefangengesetzt und des Landes verwiesen wurde, um die Gegend um Delhi zu befrieden.
Diese Erwähnung gilt als frühester Nachweis für die Existenz der Bruderschaft. Zerschlagen wurde sie in den 1830er und 1840er Jahren durch die britische Kolonialmacht, die eine eigene Abteilung innerhalb ihrer Verwaltung schuf, um der Thuggee Herr zu werden. Besonders verdient machte sich dabei der Beamte William Henry Sleeman, der ab 1835 Chef der Spezialabteilung zur Zerschlagung der Thuggee war und innerhalb seiner Abteilung modernste Methoden anwandte, und somit die Basis für heutige Ermittlungsmöglichkeiten wie Fallanalytik und verdeckte Ermittlungen (Undercover Infiltration) legte. Tausende von Verdächtigen wurden in ganz Indien verhaftet und verhört, wobei man die Gefangenen oft vor die Wahl stellte, sich durch freimütige Aussagen von einer persönlichen Anklage zu befreien und somit der modernen Kronzeugenregelung den Weg ebnete. Verurteilte Thuggee wurden gehängt oder aus Britisch-Indien verbannt.
Ab 1870 galten die Thuggee als nahezu vernichtet. Die von Sleeman aufgebaute Spezialabteilung existierte jedoch noch bis 1904.  Obwohl nach wie vor Gerüchte über die Existenz einer modernen Thuggee-Gruppierung auftauchen, konnte diese niemals eindeutig nachgewiesen werden.

## Opferzahlen
Man wirft den Thuggee vor, im Laufe ihrer jahrhundertelangen Geschichte etwa eine Million Morde begangen zu haben, wobei das Guinness-Buch der Rekorde diese Zahl sogar mit zwei Millionen angibt, während der britische Historiker Mike Dash die Zahl der Opfer auf etwa 50.000 ansetzt.
Behram, Führer einer Thug-Einheit, gab in seiner Aussage als Kronzeuge an, im Laufe seiner Karriere bei insgesamt 931 Morden beteiligt oder anwesend gewesen zu sein. Er selbst gab zu, 125 Morde begangen zu haben. Obwohl Mike Dash in seinem Buch die Opferzahlen der Thuggee generell in Zweifel zieht, wäre er damit der Serienmörder mit der höchsten bekannten Opferzahl.

## Struktur
Die Thuggee selbst betrachteten sich als Bruderschaft, um sich von gewöhnlichen Räubern und Diebesbanden abzugrenzen. Die Mitgliedschaft wurde in vielen Fällen vom Vater auf den Sohn weitergegeben, wodurch sich regelrechte Erblinien von Thuggee ergaben. Sie sahen sich selbst als außerhalb des Hindu-Kastensystems stehend, rekrutierten sich aber vornehmlich aus niedrigen Kasten und der kriminellen Unterklasse, obwohl Sleeman auch von Brahmin und sogar höheren Beamten berichtet, die als Führer von Thug-Einheiten agierten. Dennoch gilt wohl, dass sich aus den Reihen der traditionellen Thuggee-Familien die Führer der Bruderschaft rekrutierten. Wobei allerdings auch neue Mitglieder willkommen waren, solange sie sich als integrationswillig erwiesen.
Für die Bruderschaft galt ihre spezielle Art des organisierten Raubmordes als Handwerk und Beruf. Angeblich wurden während der Raubzüge zuweilen auch  Kleinkinder verschont, um diese innerhalb von Thuggee-Familien zu neuen Mitgliedern der Bruderschaft heranzuziehen. Es existierte auch ein System von Ausbildern oder Gurus, die neue Mitglieder mit den speziellen Erfordernissen der Mitgliedschaft vertraut machten. Die Bruderschaft legte gemäß ihrer konspirativen Natur besonderen Wert auf Disziplin und Verschwiegenheit ihrer Mitglieder.
Eine Erklärung dafür, weshalb die Thuggee lange Zeit jeder Entdeckung widerstanden, besteht in ihrer straffen Organisationsweise und dem Umstand, dass sich ein Thuggee-Trupp häufig aus Männern zusammensetzte, die miteinander verwandt waren und so eine zusätzliche Motivation hatten, sehr genau auf ihre gegenseitige Sicherheit zu achten.
Außerdem griffen Thuggee vorwiegend Reisende an, die – gewöhnlich weit entfernt von ihren Heimatorten unterwegs – keinerlei Hilfe zu erwarten hatten und deren Verschwinden erst lange nach der Tat überhaupt bemerkt wurde.
Zudem verständigten sich die Thuggee in einem sehr differenzierten Jargon, der es Nichteingeweihten nahezu unmöglich machte, einer Unterhaltung zwischen ihnen zu folgen.

## Religion

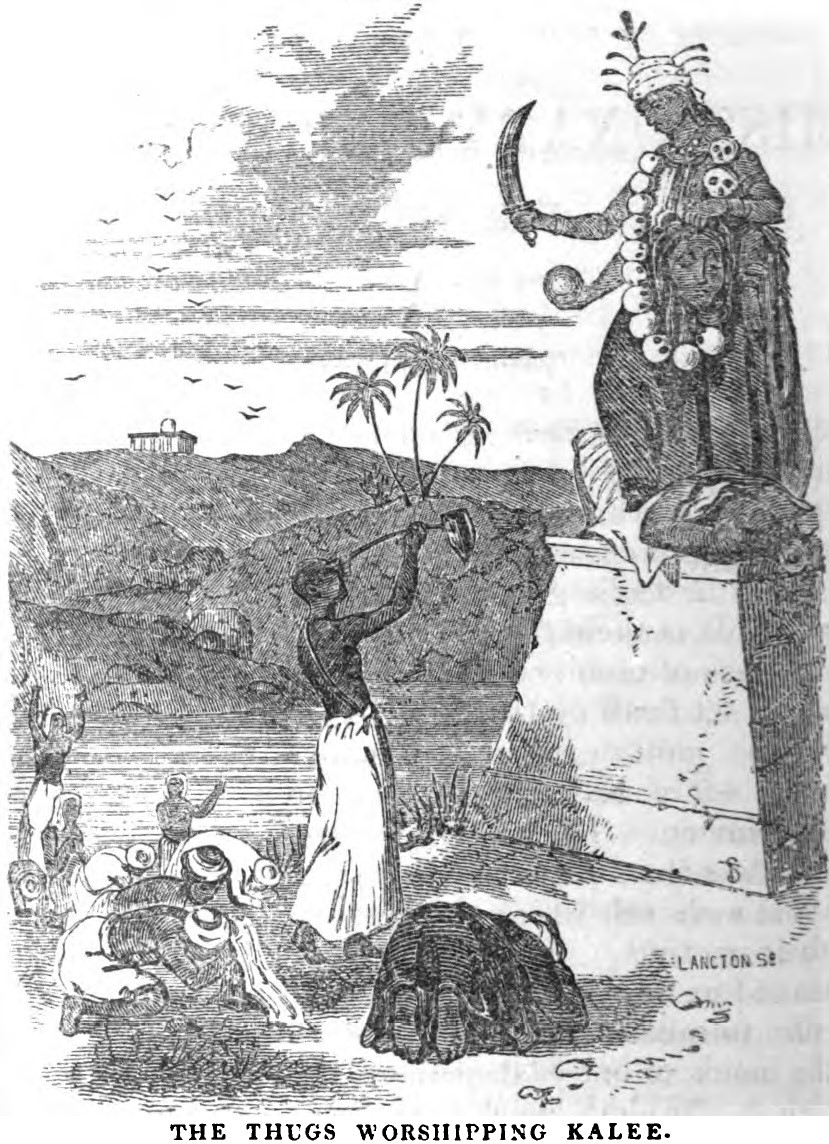
Thuggee beten zu Kali, circa 1850

Sleeman und seine Zeitgenossen sahen in der Bruderschaft der Thuggee einen religiösen Kult, der Kali oder Durga, der Hindu-Gottheit des Todes und der Zerstörung, geweiht war. Daher nahm man an, dass in die Morde der Thuggee-Bruderschaft auch religiöse Motive hineinspielten. Neuere Arbeiten, wie zum Beispiel The Strangled Traveler: Colonial Imaginings and the Thugs of India (2002) von Martine van Woerkens, bestreiten allerdings diese religiöse Motivation. Der britische Historiker Mike Dash relativiert diese Auffassung allerdings in seinem Buch Thug (2005). Er vertritt die Ansicht, dass Thuggee sehr wohl besondere Rituale vollzogen und  Kali auch als ihre besondere Schutzgöttin verehrten. Allerdings bestreitet auch er, dass sie generell religiöse Motive bei ihren Morden und Räubereien verfolgten. Er sieht ihre Hauptmotivation vielmehr im sozialen  Bereich, aufgrund der in Indien seinerzeit herrschenden Armut. Auch weist er darauf hin, dass auch Muslime und Sikhs Mitglieder der Thuggee-Bruderschaft waren, wobei er es für unwahrscheinlich hält, dass sich diese einer ausschließlich der Hindu-Göttin Kali geweihten Bruderschaft angeschlossen hätten.

## Vorgehensweise
Zur Blütezeit der Thuggee-Bruderschaft in einer Zeit vor dem Aufbau organisierter Polizeitruppen und ausgebauter Schienen- und Straßennetze war das Reisen in Indien auf schmale unsichere Wege beschränkt, auf denen verschiedene lokale Räuber- und Kriminellenbanden ihr Unwesen trieben.
Daher war es üblich, dass sich Reisende zu größeren Gruppen und bewaffneten Karawanen zusammenschlossen, um Schutz innerhalb von Reisegemeinschaften zu suchen.
Der bevorzugte Modus Operandi der Thuggee bestand darin, sich in kleineren Trupps, als gewöhnliche Reisende verkleidet, unter solche Reisegesellschaften zu mischen und dann einen gut koordinierten, entschlossenen Angriff von innen heraus zu führen, wobei gewöhnlich sämtliche Mitglieder der Reisegesellschaft getötet wurden.
Diese Vorgehensweise erforderte ein hohes Maß an Organisation, Koordination, Disziplin und handwerklichem Geschick. Manche Thuggee-Trupps hielten sich unerkannt für Tage oder Wochen innerhalb einer Reisegesellschaft auf, bevor sie ein für den Zweck des Überfalls geeignetes Gelände erreichten und zuschlugen.
Meist bevorzugten Thuggee abgelegene Orte, weit außerhalb menschlicher Siedlungen. Entlang vielfrequentierter Straßen existierten sogenannte Belegs, von den Thuggee bevorzugte Angriffsorte. Die Raubmörder waren mit dem Gelände und den Umständen bestens vertraut und nutzten diesen Vorteil geschickt aus. Meist griffen sie nachts oder am frühen Morgen an, um sich des Überraschungsmomentes zu versichern.
Ein Thuggee-Trupp war klar hierarchisch strukturiert, jedes Mitglied war gut auf seine spezielle Rolle innerhalb einer Aktion vorbereitet. Einige Thug waren daraufhin ausgesucht und ausgebildet worden, ihre späteren Opfer am Rastplatz durch musikalische Darbietungen zu unterhalten und damit in Sicherheit zu wiegen. Nach erfolgter Tat wurden die Opfer eines Überfalls in Massengräbern am Straßenrand beerdigt, mit Blättern und bestimmten Kräutern getarnt, deren Geruch umherstreunende Wölfe, Schakale und Hunde davon abhalten sollte, die Leichen auszugraben. Häufig dienten dazu Feuerstellen, da diese immer wieder von neuen Reisegruppen benutzt wurden und am wenigsten Verdacht erregten. Bevorzugte Mordwaffe der Thuggee war ein seidenes Tuch, das rasch zusammengerollt und um den Hals der Opfer geschlungen wurde, um sie mit exakten Handgriffen zu erwürgen, bevor sie um Hilfe rufen konnten. Allerdings benutzte man auch Messer, Säbel und in seltenen Ausnahmefällen bestimmte Gifte.

## Rezeption

### Belletristik
- Philip Meadows Taylor: Confessions of a Thug. 1839
- Mark Twain: Meine Reise um die Welt – Zweite Abteilung, Kapitel 8f
- Karl May: Die Juweleninsel. Fortsetzungsroman. In: Für alle Welt. Göltz & Rühling, Stuttgart, 1880 ff.
- Arthur Conan Doyle: The Mystery of Uncle Jeremy's Household. London 1887
- Maximilian Kern: Im Labyrinth des Ganges. Union, Stuttgart 1908
- John Masters: The Deceivers. 1952 (1988 verfilmt)

### Filme
- „Aufstand in Sidi Hakim“ (Gunga Din, 1939) von George Stevens
- „Die Würger von Bombay“ (The Stranglers of Bombay, 1959) von Terence Fisher
- „Kali Yug: Die Göttin der Rache“ (Kali Yug, la dea della vendetta, 1963) und „Kali Yug – Aufruhr in Indien“ (Il mistero del tempio indiano, 1963) von Mario Camerini mit Lex Barker, Klaus Kinski und Senta Berger
- „Indiana Jones und der Tempel des Todes“ (Indiana Jones and the Temple of Doom, 1984) von Steven Spielberg mit Harrison Ford
- „Die Täuscher“ (The Deceivers, 1988) mit Pierce Brosnan